# 501-й легіон (організація)
501-й легіон — це найбільша організація фанатів Галактичної імперії із саги «Зоряні війни», що заснована у Південній Кароліні у 1997 році.

## Діяльність
Окрім фанатських тематичних зустрічей, фестивалів, легіон займається волонтерством, збираючи кошти на лікування, дитячі садки, лікарні та решта.

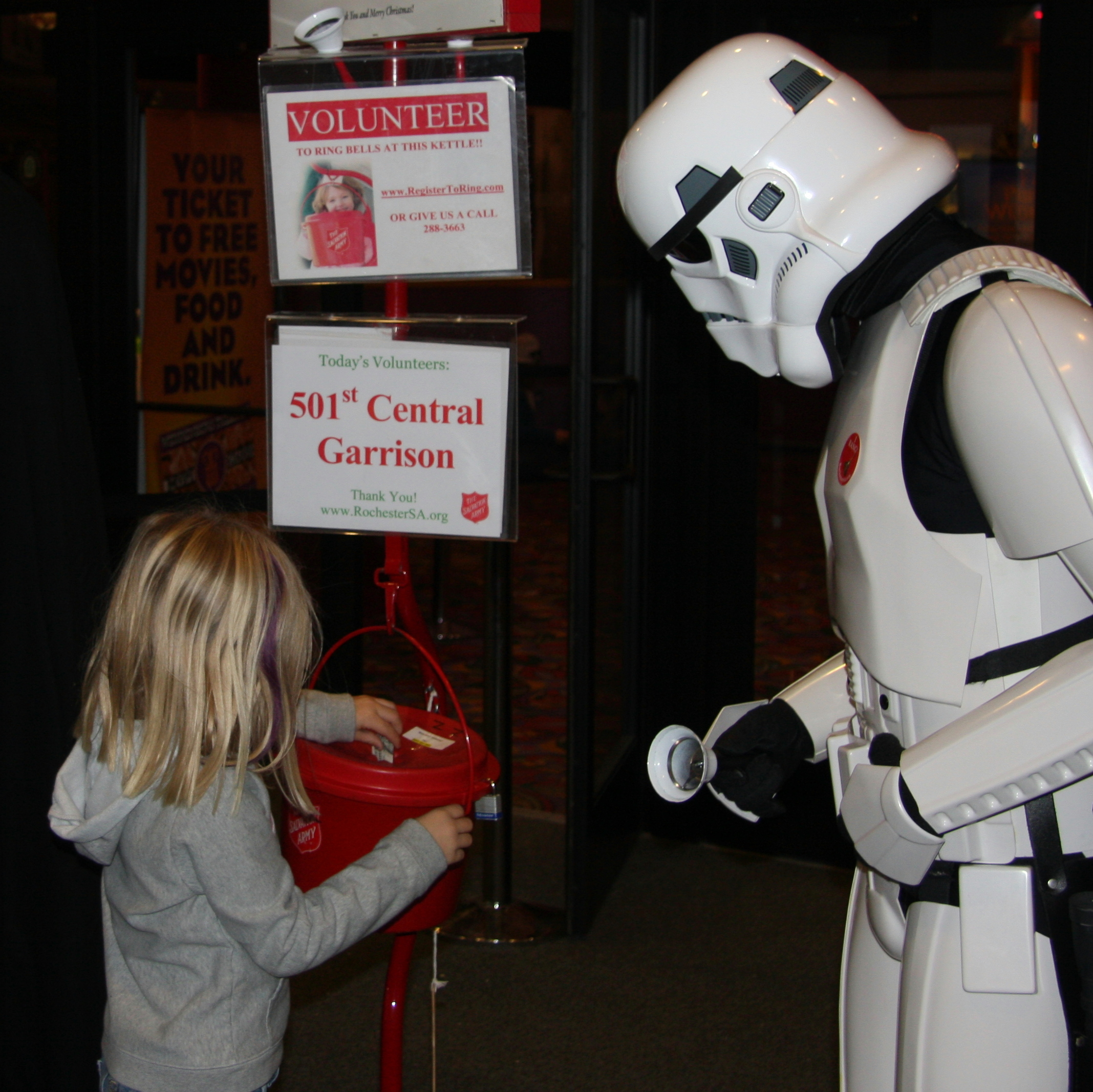
501-й волонтер у костюмі штурмовика збирає пожертви для Армії порятунку.

## Історія
У 1997 році Альбін Джонсон заснував GeoCitiesвеб-сайт під назвою «Detention Block 2551» як місце для публікації фотографій, на яких він і його друг Том Крюз у саморобних костюмах штурмовиків. Арні Де Еррера заснував «Stormtrooperland» у той самий час у 1997 році та почав спілкуватися електронною поштою з Джонсоном і Крюзом. Невдовзі після цього Скотт МакАртур з Канади взяв участь і розробив оригінальний логотип зі словами «The Fighting 501st!» (укр. «Бойовий 501-й!») як крилату фразу з шоломом штурмовика з червоними очима перед фіолетовим логотипом Imperial. Це швидко переросло в нинішній червоно-чорно-білий логотип із фразою «Кулак Вейдера», щоб виразити силу, з якою 501-й лідер. Протягом тижнів після запуску сайтів, Альбін надсилав запити електронною поштою від людей з усієї країни та з усього світу, які бажали бути представленими на його веб-сайті в їхніх власноруч виготовлених обладунках Штурмовика. Ряди Легіону збільшувалися, і для сприяння організації заходів і виступів на місцевому рівні були створені регіональні підрозділи, які називалися гарнізонами, загонами та аванпостами.
Хоча спочатку Легіон базувався лише на штурмовиках у білій броні, які перебували на борту «Зірки Смерті», у міру розширення групи вона розширилася, щоб охопити всі інші варіації військових канонів та інших лиходіїв із саги «Зоряні війни», таких як лорди ситхів і мисливці за головами, клони Великої армії Республіки. Нестандартні твори, як правило, не мають права на членство, і всі заявники перевіряються їхніми місцевими підрозділами та офіцерами членства легіону перед затвердженням у базі даних учасників.
Ранні заходи, на яких були присутні (або «загони») легіону, були здебільшого науково-фантастичними та коміксами або пов'язані з показом фільмів «Зоряні війни» в кінотеатрах і на відео. Але учасники шукали частіше причини зустрічатися зі своїми новоспеченими друзями з легіону та разом демонструвати свої костюми. Легіон розширився до благодійної організації.
Через десять років після того, як Джонсон і Крюс заснували легіон, 1 січня 2007 року дві сотні членів Легіону пройшли маршем на щорічному Турнірі Троянд у Пасадені, штат Каліфорнія, під головуванням самого Джорджа Лукаса. У цей переломний момент для клубу Лукас і Джонсон обговорили майбутнє легіону, що швидко розвивався, і зародилося неофіційне партнерство. Студія «Lucasfilm» надасть легіону обмежене використання їхніх захищених авторським правом персонажів, якщо члени 501-го пообіцяють ніколи не використовувати їхні костюми для особистої вигоди та що вони представляють франшизу в позитивній та шанобливій манері.

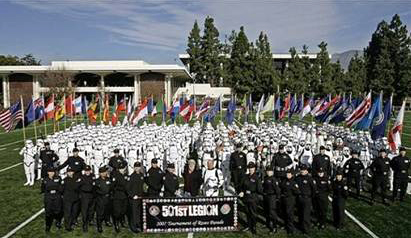
Члени 501-го легіону з Джорджем Лукасом на параді троянд у 2007 році

### Канонізація
Джонсон і Том вибрали назву клубу в 1997 році, щоб представляти вигаданий підрозділ імперських штурмовиків. Він хотів створити групу в «реалістичному» світі та віддати шану бойовим підрозділам справжніх військових героїв, як-от його батько-льотчик Другої світової війни.
У 2004 році автор Тімоті Зан зі схвалення «Lucasfilm» вшанував групу костюмерів, включивши елітний загін штурмовиків 501-го легіону до свого роману про Зоряні війни: «Пошуки тих, хто вижив» . З тих пір кілька інших авторів наслідували цей приклад і закріпили ім'я легіону в офіційному всесвіті "Зоряних воєн ". У 2005 році 501-й легіон нарешті потрапив у «основний» канон «Зоряних воєн», включивши його до роману «Зоряні війни: Епізод III: Помста ситхів» . Блакитні солдати -клони введені Дартом Вейдером у храм джедаїв у «Помсті ситхів» офіційно позначено як 501-й легіон з прізвиськом «Кулак Вейдера» через його виняткове використання підрозділу. Хоча це не згадується в самому фільмі, усі ліцензовані допоміжні матеріали та рекламні матеріали для фільму містять це посилання, включаючи фігурки 501-го легіону Hasbro, книги DK Publishing Star Wars Visual Dictionary та гру Star Wars: Battlefront II . Сюжетний режим кампанії Battlefront II навіть розширив роль 501-го легіону до головної бойової сили майже в усіх битвах часів Війн клонів і Галактичної громадянської війни. А коли у 2008 році вийшов художній мультфільм «Зоряні війни: Війни клонів» (2008), то 501-й легіон отримав харизматичного клона капітана Рекса, який став улюбленцем фанатів.

## Структура

### Ієрархія
Офіцери легіону.
Командир легіону (LCO): LCO є головним адміністратором і президентом клубу. LCO призначає адміністративний персонал для допомоги в діяльності клубу, яка може включати, але не обмежуватися формулюванням політики, модеруванням Ради Легіону та організацією партнерства із зовнішніми сторонами.
Виконавчий офіцер легіону (LXO): LXO допомагає LCO в діяльності клубу як віце-президент. LXO може виконувати обов'язки, доручені LCO, і виконуватиме функції президента клубу за відсутності LCO.
Капітан гвардії легіону (LCotG): Офіс LCotG тлумачить і забезпечує виконання правил клубу. Цей офіцер служить неупередженим посередником у суперечках між членами або офіцерами, контролює дисциплінарні слухання, модерує вибори Легіону та підтримує карту підрозділів Легіону.
Офіцер з питань членства в Legion (LMO): Офіс LMO відповідає за розгляд та обробку заявок на членство та збереження інформації про членів у базі даних Legion. LMO керує політикою щодо костюмів, включаючи прийнятні типи костюмів для членства та контроль якості поданих костюмів. LMO є остаточним арбітром у питаннях щодо костюмів членів і погоджень. LMO контролює та консультує загони, зв'язківців між членами гарнізону та зв'язківців з веб-сайтами гарнізону.
Веб- майстер легіону (LWM): Офіс LWM керує всіма веб-ресурсами Legion і консультує веб-майстрів підрозділу.
Офіцер легіону з мерчандайзингу та брендингу (LMBO): Офіс LMBO наглядає за всіма товарними операціями Legion, включно з місцевими підрозділами. LMBO гарантує, що всі товарні проекти дотримуються правил і вказівок, які регулюють використання зображень, ціноутворення та розповсюдження.
Офіцер зі зв'язків з громадськістю легіону (LPRO): Офіс LPRO служить адвокатом Легіону та основним контактним пунктом із громадськістю та зовнішніми сторонами. LPRO виступає виконавчим редактором усіх публікацій і мультимедійної продукції Legion. Офіс LPRO також є основним контактним пунктом для знаменитостей і VIP-персон.
Представник благодійних організацій легіону (LCR): Офіс LCR служить основним контактним пунктом Legion із зовнішніми благодійними організаціями. LCR керує документацією благодійної діяльності Легіону та може публікувати та рекламувати благодійні зусилля Легіону серед членів та громадськості.
Офіцери підрозділу [ редагувати ]
Гарнізонні офіцери [ редагувати ]
Командувач гарнізону (CO або GCO): Офіцер гарнізону обирається членами гарнізону. ОГ є головним розпорядником гарнізону і відповідає за роботу гарнізону та координацію подій, що відбуваються в межах гарнізону. Командувач відповідає за підтримку зв'язку з Радою легіону та командуванням легіону. Командир також призначає офіцерів і персонал гарнізону, а також керує правилами місцевого форуму. Командир є головним представником членів Гарнізону в Раді Легіону та відповідає за призначення додаткових необхідних представників Ради від Гарнізону.
Виконавчий офіцер гарнізону (XO або GXO): старший офіцер призначається командиром. Старший офіцер може виконувати обов'язки, доручені командиром, і брати на себе керівництво гарнізоном за відсутності командира.
Відповідальний за зв'язок із членами гарнізону (GML): GML призначається командуванням. GML відповідає за розгляд та обробку заявок на членство та збереження інформації про членів гарнізону в базі даних Легіону. GML звітує перед CO та LMO.
Офіцер зі зв'язків з громадськістю гарнізону (GPRO): Офіцер гарнізону призначається командувачем гарнізону. GPRO допомагає CO у просуванні Підрозділу серед громадськості, а також може бути запрошений Legion PRO для допомоги в публічному просуванні Легіону.
Гарнізонний веб-зв'язок (GWL): GWL призначається командувачем гарнізону. GWL допомагає GML у підготовці та керуванні профілями членів гарнізону та безпосередньо відповідає за обробку та керування зображеннями профілів членів гарнізону.
Офіцери загону [ редагувати ]
Лідер загону (SL): SL обирається членами загону. SL є координатором подій для місцевого регіону, в якому діє Загін. SL підпорядковується безпосередньо керівництву головного гарнізону.
Офіцери застави [ редагувати ]
Лідер Outpost (OL): OL Outpost обирається членами Outpost. OL є головним адміністратором Outpost і відповідає за роботу Outpost та координацію подій, що відбуваються в межах Outpost. OL відповідає за підтримку зв'язку з Радою легіону та командуванням легіону. OL також призначає всіх необхідних офіцерів і персонал Outpost, а також керує правилами місцевого форуму. OL є головним представником членів Outpost у Раді Легіону.
Офіцери загону [ редагувати ]
Начальник загону (ДЛ):ДЛ обирається складом Загону. DL є головним адміністратором загону та відповідає за роботу загону та управління дослідженнями та інформацією щодо створення та виготовлення костюмів. DL також призначає будь-яких необхідних офіцерів і персонал відділу. DLs контролюються та представляють у Раді LMO. DL має наступні обов'язки: Перевірити статус членства в Легіоні зі схваленим костюмом і надати відповідний доступ активним членам Легіону з хорошою репутацією до зон загону; контролювати та модерувати форуми Загону, призначаючи додаткових модераторів за потреби; переконатися, що веб-сайт Відділу підтримується належним чином, а вміст на ньому є точним і актуальним; брати участь у форумах Legion і консультувати інших DL та GML за потреби;

### Загони
Існує шістнадцять костюмованих загонів легіону. Кожен присвячений дослідженню, конструюванню та просуванню окремої групи костюмів у 501-му. Посилання на костюми Легіону зберігаються на веб-сайтах Загону, а на їхніх дошках оголошень містяться навчальні посібники щодо створення костюмів, які належать їм.
- Бронетанковий кавалерійський загін: водії AT-AT, водії AT-ST і командири бронетанкових штурмовиків
- Blizzard Force: Snowtroopers, Galactic Marines, Snow Scouts, Wampas
- Гільдія мисливців за головами: Мисливці за головами
- Clone Trooper Detachment: Clone Troopers з епізодів II і III і телесеріалу «Зоряні війни: Війни клонів»
- Перший імперський загін штурмовиків: штурмовики
- Флагманський загін Eclipse: Персонажі розширеного всесвіту (не солдати)
- Імперський артилерійський корпус: імперські артилеристи
- Імперський офіцерський корпус: імперські офіцери, імперський екіпаж і імперський флот/десант Зірки смерті
- Ескадрилья Веселого Роджера: пілоти винищувачів TIE
- Клан Крайт: Тускенські рейдери, Джава, Гаморреанська гвардія та кілька жителів палацу Джабби
- Департамент поліції Мос-Айслі: Sandtroopers
- Загін слідознавців: скаути-байкери, скаути-клони Кашиїк, берегові десанти
- Загін лордів сітхів : фільм-канон «Лорди сітхів»: Дарт Вейдер, Дарт Сідіус, Дарт Мол, Дарт Тіранус і Кайло Рен
- Суверенні захисники: королівська гвардія імператора
- Spec Ops Detachment: Персонажі розширеного всесвіту (десантники)
- Загін підземного світу: Пірати, Гангстери, Прихвосні, Злодії, Контрабандисти, Головорізи, Нечисть і Вілліани